# 서울광장 지하배수로
서울광장 지하배수로(서울廣場 地下排水路)는 서울시청 남쪽 서울광장의 지하에 위치하고 있다. 2014년 7월 3일 서울특별시의 기념물 제38호로 지정되었다.

## 지정 사유
서울시의 근대화 과정 및 도시발달사를 상징하고, 근대 토목사의 발전단계를 보여주며, 전국적으로 희귀하게 유존하는 유산이라는 점에서 학술적‧기술적‧문화적 가치가 크다. 아울러 현재까지도 배수로로 활용될 만큼 보존상태도 양호하므로 서울시 기념물로 지정한다.

## 조사보고서
<서울광장 지하배수로>는 시청광장을 대각선으로 가로지르는 배수로로 광장 남서쪽 모서리에서 시작하여 시청 신청사의 정면 가운데로 흐른다. 서울광장을 가로지르는 간선과 지선1, 지선2 배수로로 나누어지며, 지선1과 지선2 배수로는 서쪽에서 흘러와 간선과 합쳐져 청계천으로 흐른다.
간선은 총장 127.7m로 벽돌을 쌓아 원형단면을 구축하고 하부에 모르타르로 마감하는 방법으로 배수로를 조성하였다. 특히 상부와 하부를 나누어 보면 하부의 벽돌은 약 20mm 들여쌓고 모르타르로 마감하여 표면을 매끈하게 처리하였다. 간선의 배수로 평균 내경은 1.82m이며, 상부벽돌 43장을 사용하였는데, 일부 구간에는 4군데의 벽돌을 쐐기모양으로 다듬어 내경은 1.95m(벽돌 47장 사용)로 커진다. 최상류 쪽 종점의 천정은 지면으로부터 1.8m 아래에, 하류 쪽 종점은 지표에서 1.6m 아래에 위치하여 경사도는 약 0.1%로 측정되었다. 벽돌의 크기는 가로220~230mm, 세로 105~110mm, 높이 60mm이며, 줄눈은 5mm이다.

### 지선1
지선1은 덕수궁 내 배수로와 합쳐지는 배수로로 34.0m의 규모이며, 내경은 평균 1.49m로 간선보다 크기가 작다. 간선과 동일한 규격의 벽돌로 원형단면을 구축하고 하부에 모르타르로 마감하는 동일한 방법으로 배수로를 조성하였으며, 상류 쪽 종점의 천정은 지표 하1.3m, 지선1과 간선의 합류점의 천정은 지표 하 1.6m에 위치하고 있어 경사도는 1.1%이다.
지선1의 내경은 1.49m, 상부벽돌의 개수는 36개로 간선보다 크기는 작으나 모양과 축조방법은 동일하다.

### 지선2
지선2는 폭 0.92m, 높이 1.31m인 폭이 좁은 계란형의 단면을 하고 있다. 반원모양의 상부는 벽돌 26장으로 되어 있으며, 하부는 간선 및 지선1과 달리 콘크리트로 되어 있다. 그러나 간선과 지선이 만나는 합류점 부근은 전체를 벽돌로 구축하고 하부에는 모르타르로 마감하는 방식을 사용하였다. 지선2는 양 종점 모두 지표 하 1.8m 내외에 위치하고 있어 경사는 거의 없는 것으로 실측되었으나, 대신 3곳의 바닥에 높이 변화를 두어 물이 잘 흐르도록 하고 있다. 이는 일본의 경우와 같이, 지형상 구배를 만드는데 어려움이 있어 하수의 유속을 확보하기 위해 계란형 관을 사용하였던 것으로 추정된다.
지선1, 2와 간선의 합류점에는 각각 맨홀을 만들어 배수로 점검 시 사용하였던 것으로 보이는데, 지선1의 합류점은 간선 5.1m와 지선1부분 2.1m의 천정은 외각에 160mm내외의 테두리 보를 두르고 사이에는 콘크리트보를 배열하였다. 콘크리트 보의 크기는 300X270mm 내외이며 합류부분에 4개, 간선에 1개, 지선1에 2개의 보가 있다. 콘크리트 보 안에는 철근이 있을 것으로 추정되나 노출되는 부분이 없어 육안으로는 확인할 수 없었다. 두 배수로가 만나는 지점의 모서리 부분은 형태를 유선형으로 하여 물의 흐름이 원활할 수 있도록 하였다.
지선2의 합류점은 하류 쪽 종점에서 9.5m 떨어진 지점으로 두 배수로가 약 62°의 각도로 연결된다. 지선1의 합류점이 콘크리트 조인 것과 달리 지선2 합류점은 조적조이나 합류점의 모서리는 하수의 흐름을 위해 유선형으로 동일하다.

## 적벽돌 지하배수로의 조성시기
조선시대 물길은 주로 석축으로 호안을 쌓고 개방하는 방식이었고, 이후 등장한 재료가 적벽돌과 콘크리트였으며, 1918년 시작된 경성 제1기 하수개수공사부터는 철근콘크리트관의 사용이라는 배수관 재료의 변화가 또 한번 일어나기 때문에 적벽돌과 콘크리트로 만든 배수관 조성시기의 하한은 철근 콘크리트관을 사용하기 시작한 1918년 이전이면서 하수 개수 계획이 본격적으로 실행되고 있지 못하였던 1915년 정도로 추정해 볼 수 있다.
한편, 함께 조사되었던 덕수궁 내 석재(石材) 지하배수로의 조성시기를 중화전 중건시기인 1902년 전후로 파악하면서 1900년대 초반에는 석재 사용의 전통이 지속되는 것으로 판단되며, 적벽돌의 생산량이 확대되기 시작한 탁지부 연와(煉瓦:벽돌)제조소의 출범(1907년)과 같은 시기에 생겨난 한성위생회의 등장으로 인해 적벽돌의 배수로가 조성되기 시작한 것으로 추론해 볼 수 있다.
특히 서울광장 지하배수로는 1910년부터 실시되고 있던 시구개정과 관련하여 조선시대부터 사용하고 있던 정릉동천을 암거화(暗渠化)하는 도로공사가 1912년 준공되었다는 점에서 1912년 이전에 조성되었을 것으로 추정 가능하지만, 남대문로 지하배수로는 조선시대에는 물길이 아니었던 곳에 조성된 것으로 「지적원도(1912년)」에서도 확인되지 않으며, 재료상으로도 전체가 적벽돌로 만들어진 서울광장 지하배수로와 달리 하부 절반에는 콘크리트가 도입되고 있어 조성시기가 더 늦은 것으로 추정되고 있다. 따라서 두 지하배수로의 조성시기는 대략 1907~1915년 사이로 보아지며, 두 배수로 중 서울광장의 것이 남대문로 지하배수로에 비해 빨리 조성된 것으로 추정된다.

## 전통~근‧현대로 계승된 토목문화유산으로서의 가치
서울광장 지하배수로는 조선시대 물길에 근간을 두고 근현대로 변화한 하수도의 흐름을 보여주고 있어, 조선시대 물길이 암거, 복개 등 지중화되면서 현재 지하하수망의 근간되었음을 유추할 수 있다. 반면 남대문로 지하배수로는 조선시대 물길에서 기원한 하수도가 아니라 필요에 의해 구축한 하수도로서의 가능성을 보여준다.
서울광장 지하배수로 가운데 전체를 적벽돌로 원형 관로를 구축한 기술은 그 자체로도 높이 평가할 만하지만 특히 하수가 흐르는 부분을 모르타르로 보강하기 위해 하부 적벽돌을 들여쌓기한 것은 섬세한 기술이 두드러지는 곳이다. 또한 지선과 간선이 연결되는 지점은 하수 유속을 확보하고 원활하게 합류되도록 유선형으로 마감하여 처리하였다.
계란형 배수로는 그동안 일본 메이지시대의 하수관으로 알려져 있었지만 서울광장 지하 배수로 지선에서 발견되었고 세종로에서도 확인된 바 있어 우리나라에서도 초기에 계란형을 사용한 증거로 의미가 크다. 일본의 연구에 따르면, 하수관의 단면을 계란형으로 구축한 이유는 하수관의 경사가 너무 급해도 유속이 빨라서 관의 바닥이 마모되고, 너무 완만해도 관에 하수찌꺼기가 침전되기 때문에 적정한 유속을 유지해야하는데 지형 상 적절한 경사도를 확보하기 어려운 곳에 계란형 관을 쓴다고 한다.
남대문로 배수로는 원형의 단면 중 상부는 적벽돌, 하부는 콘크리트를 사용함으로써 하수관의 마모를 보강한 방식으로 판단된다. 이는 경성 제1기 하수개수공사가 시작된 1918년이후부터 서울시대 지하배수로에는 콘크리트를 보강한 철근콘크리트관을 부설하기 시작하는 등, 적벽돌 이후 콘크리트관으로 재료가 변화한다는 점을 통해서도 방증된다.
이러한 근대시기의 배수로에 대해, 영국‧프랑스‧일본 등의 선진국에서는 근대 시기의 도시 기반시설로서 상‧하수도 시설이 가진 토목기술적, 도시경관적 측면의 가치를 인식하고 이미 문화재로 지정하고 보존‧ 활용해오고 있다.
따라서 <서울광장 지하배수로>는 전국적으로 희소한 문화유산이자 서울시의 근대화 과정 및 도시발달사를 상징하는 유산으로서 중요한 가치와 의의가 있으며, 근대 토목사의 발전단계를 보여줌과 동시에 지금까지도 사용되고 있어 근대문화유산의 활용이 이루어지고 있다는 점에서도 학술적‧기술적‧문화적 가치가 높다. 또한 현재 그 보존상태도 양호하므로 서울시 기념물로 지정하여 보존하고자 한다.

## 같이 보기
- 남대문로 지하배수로 - 서울특별시 기념물 제39호
- 태평로2가 지하배수로 - 서울특별시 기념물 제41호
- 정릉동천

## 참고 자료
- 서울광장 지하배수로 - 국가유산청 국가유산포털